# Nada personal
Nada personal (читається як На́да Персона́л) — другий студійний альбом гурту Soda Stereo, що вийшов у листопаді 1985. 
Матеріал для альбому записувався протягом вересня у студії «Estudios Moebio» у Буенос-Айресі. У квітні було влаштовано презентацію альбому в вигляді концерту на стадіоні Obras Sanitarias, де за три дні побувало 20 000 глядачів. Після цих концертів продажі диску почали швидко зростати, і він отримав статус двічі платинового. В Аргентині було продано близько 120 000 копій диску.
Пісня «Nada personal» з  цього альбому увійшла під номером 74 до списку найкращих пісень аргентинського року за версією сайту Rock.ar.
Відеокліп на пісню «Cuando pase el temblor» став фіналістом 12-го світового фестивалю відео і телебачення в Акапулько.

## Список пісень

### Сторона А
| #  | Назва                    | Тривалість |
| -- | ------------------------ | ---------- |
| 1. | «Nada personal»          | 4:57       |
| 2. | «Si no fuera por...»     | 3:29       |
| 3. | «Cuando pase el temblor» | 3:49       |
| 4. | «Danza rota»             | 3:36       |
| 5. | «El cuerpo del delito»   | 3:50       |

### Сторона Б
| #   | Назва                       | Тривалість |
| --- | --------------------------- | ---------- |
| 6.  | «Juego de seducción»        | 3:22       |
| 7.  | «Estoy azulado»             | 5:21       |
| 8.  | «Observándonos (Satélites)» | 3:10       |
| 9.  | «Imágenes retro»            | 3:55       |
| 10. | «Ecos»                      | 4:59       |

## Музиканти, що брали учать у записі альбому

### Soda Stereo
- Густаво Сераті — вокал і гітара
- Сета Босіо — бас-гітара і перкусія
- Чарлі Альберті — ударні і перкусія

### Запрошені музиканти
- Фабіан Кінтьєро — клавішні
- Гонсало Паласьйос — саксофон
- Річард Коулман — друга гітара у пісні «Estoy Azulado»